# Las Ventas con Peña Aguilera
Las Ventas con Peña Aguilera este un oraș din Spania, situat în provincia Toledo din comunitatea autonomă Castilia-La Mancha. Are o populație de 1.351 de locuitori.
1. ↑  Nomenclátor Geográfico de Municipios y Entidades de Población (20240402 edition)
2. ↑   http://www.pptoledo.es/index.php/instituciones/554-alcaldes Lipsește sau este vid: |title= (ajutor)